# La Pedra Alta
La Pedra Alta o Pedra Dreta és un monolit històric del terme municipal de El Montmell a prop de Can Ferrer. Podria ser un menhir, però hi ha més llegendes que fets sobre aquesta pedra monumental. Alguns el consideren una marca de territori, altres el vinculen a aspectes relacionats amb el calendari. Data de l'edat del bronze. Amb 3,50 metres, és un dels més alts de Catalunya. El 1909 va ser descrit científicament per primera vegada pel metge i escriptor Agustí Maria Gibert i Olivé (1852-1928).
És al quilòmetre sis de la carretera local TV-2443, de Vila-rodona a Can Ferrer de la Cogullada, a 700 metres d'aquest darrer.